# كلير الأسيزية
القديسة كلير الأسيزية (بالإيطالية: Chiara d'Assisi)‏ (ولدت في يوم 16 يوليو من عام 1194 – توفيت في 11 أغسطس من عام 1253، ولدت باسم تشيارا أوفريدوتشيو ويُهجأ أحيانًا كلارا، أو كلير، أو سينكلير، إلخ.) هي قديسة إيطالية، وواحدة من أتباع القديس فرنسيس الأسيزي الأوائل. أنشأت أخوية السيدات الفقيرات، وهي أخوية دينية رهبانية للنساء على الطريقة الفرنسيسكانية، وكتبت حكمة حياتهم، وهي أول مجموعة من الإرشادات الرهبانية التي عُرفت كتابتها على يد امرأة. بقيت الأخوية التي أسستها باسم أخوية القديسة كلير تشريفًا لذكراها بعد وفاتها، وتشيع معرفتها اليوم باسم بور كلاريس. يوافق عيدها يوم 11 من أغسطس.

## سيرتها
وُلدت القديسة كلير في أسيزي خلال حقبة الحملات الصليبية، وهي الابنة الكبرى لفافاروني أو فافاروني سكيفي، كونت ساسو روسو، وزوجته أورتولانا. تقول الروايات التراثية إن والد كلير كان ممثلًا ثريًا لعائلة رومانية عريقة، وكان يملك قصرًا ضخمًا في أسيزي وقلعة على سفح جبل سوبازيو. يعود نسب أورتولانا إلى عائلة نبيلة من فيومي، وقد كانت امرأة ورعة جدًا سافرت برحلات حج إلى روما وسانتياغو دي كومبوستيلا والأراضي المقدسة. في لاحق حياتها، انضمت أورتولانا إلى دَير كلير، كما فعلت أختاها بياتريكس وكاتارينا (التي اتخذت اسم أغنِس، وأُعلنت قديسةً هي أيضًا في وقت لاحق).
عندما كانت طفلة، كانت كلير عاكفة على الصلاة. رغم أن هذا غير مذكور في أي سجل تاريخي، من المفترض أنه تعيّن على كلير الزواج تماشيًا مع تقاليد العائلة. على كل حال، عندما كانت مراهقةً، سمعت القديس فرانسيس يعِظ خلال إحسان صوم في كنيسة سان جورجيو في أسيزي، وطلبت منه أن يرشدها إلى الحياة على النهج الإنجيلي. عشية أحد الشعانين الموافق لـ20 مارس من عام 1212، تركت منزل والدها برفقة خالتها بيانكا ورفيق آخر ماضين إلى كنيسة بورتيونكولا للقاء فرانسيس. هُناك، قُص شعرها، وبدلت بثوبها الباذخ رداءً وحجابًا بسيطَين.
وضع فرانسيس كلير في دير الراهبات البندكتيات في ساو باولو، قرب باسيتا. حاول والدها إجبارها على العودة إلى المنزل. تشبثت بمذبح الكنيسة، وألقت حجابها جانبًا لتظهر شعرها المقصوص. قاومت كل محاولة، وزعمت أنها لن تتخذ زوجًا آخر إلا يسوع المسيح. ولغاية منحها العزلة الأكبر التي كانت ترغب بها، أرسلها فرانسيس بعد عدة أيام إلى دير سانت أنغيلو في بانزو، وهو دير آخر للراهبات البندكتيات على أطراف جبل سوبازيو. انضمت إليها بعيد ذلك أختها كاتاراينا، التي اتخذت اسم أغنيس. بقيتا مع البندكتيات حتى بُني لهما مسكن بجانب كنيسة سان داميانو، التي أصلحها فرانسيس قبل عدة سنوات.
انضمت إليهن نسوة أخريات، وعُرفن باسم «سيدات سان داميانو الفقيرات». عشن حياة بسيطة من العوز والتقشف والانعزال عن العالم، طبقًا لحكم أعطاهن إياه فرانسيس بصفة أخوية من الدرجة الثانية (بور كلاريس).

## روابط خارجية
- كلير الأسيزية على موقع الموسوعة البريطانية (الإنجليزية)
- كلير الأسيزية على موقع ميوزك برينز (الإنجليزية)
- كلير الأسيزية على موقع إن إن دي بي (الإنجليزية)